# Pristomerus dahnhardti
Pristomerus dahnhardti är en stekelart som beskrevs av Krieger 1912. Pristomerus dahnhardti ingår i släktet Pristomerus och familjen brokparasitsteklar. Inga underarter finns listade i Catalogue of Life.